# Trottel
A Trottel egy zeneileg behatárolhatatlan, kísérletező magyar zenei együttes, mely 1982-ben alakult Budapesten.
Stílusa, tagsága és neve (Der Trottel (1982-1983), Die Trottel (1985-1987), Trottel (1987-1996, 1998-1999), Troxx (1997), Trottel Monodream (1999-2001), Trottel Monodream Experience (2002-ben tévedésből így szerepeltek egy olasz válogatás-albumon, de ezt a nevet egyébként nem használták), Trottel Stereodream Experience (2002-2015), Trottel Stereodream Workshop (2003-2008), Rupasoff (2009-2012) időről időre változik. Vezetője Rupaszov Tamás (PaprikaPaprika, ex-Marina Revue, ex-Rottens) basszusgitáros, szervező, producer.
A Trottelt underground szinten itthon és külföldön egyaránt elismerik. A zenekar az első, mára legendásnak számító, 1988-as külföldi turnéja óta már kb. 20 ország 280 városban adott koncertet.

## Története

### A kezdetek – Der Trottel 1982-1983
1981. decemberében a Rottens és a Dögevők punk együttesek Kassák Klubban adott közös koncertje után a rendőrség intézkedni kezdett a Rottens tagjaival szemben, ami az együttes feloszlását eredményezte. Ezért 1982. januárjában Rupaszov Tamás, a Rottens basszusgitárosa új együttest alapított.
Az új punkzenekar eredetileg a Der Trottel nevet használta. A zenekar eredeti, első felállásában Rupaszov mellett Bodnár Zoltán (Bogyó) dobos, Marián István (Bambi) gitáros, Kántor Gábor és Petrovics Zoltán énekesek szerepeltek.
1983-ban Mariánt Lőrincz Sándor (Lörke) váltotta a gitáros poszton. A vele felálló Trottel egészen Bodnár még az évi disszidálásáig, az együttes ideiglenes feloszlásig változatlan felállásban dolgozott.
A Die Trottel nem készített hivatalos hanganyagot, mert politikai és financiális okokból nem készíthetett. Akkori műsoruk dalai (Például: Zúg a Volga, Ne aggódj a kormány miatt!, Figyeljetek belvárosi dámák, XX. századi kultúrember, Nem tudok zenélni, Patkány, Hidegháborús pszichózis, Kék bolygó, Sárga eső) amatőr koncertfelvételeken, a közönség által terjesztett illegális, szamizdat bootlegeken terjedt.
1983-ban Rupaszov Tamás szerepelt Lucille Chaffour francia filmrendezőnő T-34 – Les Rale Des Genets című dokumentumfilmjében, melyet engedélyek híján illegálisan forgattak a hazai punk emblematikus szereplőivel. Ez a film, illetve a hozzá kapcsolódó francia kiadású válogatáslemez később nagy segítséget jelentett a benne szereplő zenészeknek a későbbi külföldi karrierjük építésében.

### Közjáték – Marina Revue 1984-1985
Bogyó távozása után a Trottel nem talált megfelelő ütőst, így az akkori tagság feloszlott. Rupaszov és Lörke ekkor új zenekart alapított. Társaik Papp György (Gyuri) énekes a QSS együttesből és Balatoni Endre (Boli) dobos a T-34 együttesből lettek.
A Marina Revue névre keresztelt zenekar volt az első magyarországi hardcore együttes, mely áttételesen (leginkább a Leukémia és az abból alakult testvérzenekar, az A.M.D. munkásságán keresztül) felmérhetetlen hatást gyakorolt a későbbi hazai HC szkéné képviselőire.
A Marina Revue sok dal átvett a Der Trottel repertoárjából, ahogy az 1985-ben újjáalakult Trottel is örökölt néhány szerzeményt a Marinától.
Rupaszov kilépése és a Marina Revue feloszlása után Lörke tovább vitte a Marina örökséget, Marina +aktuális évszám (például Marina '87) név-formációkban.

### Az újjáalakulástól a befutásig – Die Trottel 1985-1988

#### Az első szamizdat – Die Trottel I. 1986
1985-ben a Trottel együttes új tagokkal újra elindult. Ekkoriban a Die Trottel névváltozatot használták. Az első időkben még a repertoárban tartották a Der Trottel és a Marina Revue örökséget, de hamarosan az új szerzemények váltak a dominánssá a műsorukban.
Az új formációban Rupaszov társai eredetileg Szűcs László dobos, Mátéffy Szabolcs (Szabi) gitáros és Asztalos Ildi énekesnő voltak. Velük készült el a Die Trottel első, bemutatkozó demókazettája, rajta a korai punk klasszikusok (7 perc, Hősi halott, Emigránsok, Éljen a nyugodtság, Kívül) gyenge minőségű felvételével, mely 1986. júliusában látott napvilágot.
A kiadványt a Trottel Distribution, a Trottel Records elődje, vagyis Rupaszovék szamizdat kiadója terjesztette, ahogy a későbbi demókat is.

#### A második szamizdat – Trottel: Christmass 1986
A Die Trottel I. után tagcserék következtek. Szűcsöt Vastag László (Auswitz) váltotta a dobok mögött, míg Szabit Sidoó Béla (Fidó) követte a gitáros poszton.
1986. decemberében újabb kazetta következett. A Christmass című demó már simán Trottel néven jött ki. Rajta egy újabb adag tartós punk sláger (Csend, avagy Hangyaországban minden rendben, Ünnep, Borderline Syndroma) és a Scarborough Fair feldolgozása, ismét gyenge minőségben.

#### A harmadik, összegző szamizdat – Trottel '85-'87 1987
1987-ben ismét egy tagcsere, majd egy újabb, összegző demókazetta következett, melyet nagy tömegben szívott fel a Trottel iránt egyre érdeklődőbbé váló underground közönség, illetve az akkori, politikai-világnézeti okokból marginális értelmiség.
Az 1987. júliusában megjelent Trottel '85-'87 című kiadványon végre a körülményekhez képest jó minőségben kerültek rögzítésre a Die Trottel műsorának dalai (7 perc, Emigránsok, Hősi halott, Kívül, Scarborough Fair, Éljen a nyugodtság, Borderline Syndroma, Csend, avagy Hangyaországban minden rendben, Még egyszer utoljára, Barikádok, Golden Gate, Megbecsült), részben a régi dalok új felvételeken, részben az aktuális felállás új szerzeményei. Egységes, jó minőségű friss felvételeken.
A kiadványon már az új gitáros Kakuszi György (Kaktusz) hallható, akinek érezésével kialakult a Trottel első, klasszikusnak számító Ildi-Rupaszov-Kaktusz-Auswitz felállása.
Kaktusz öntörvényű, határokat nem ismerő, kreatív játékstílusa remekül egészítette ki Rupaszov tágas érdeklődési körét, stílusoktól független zeneiségét, egyedi "trotteles" ritmikáját; illetve Ildi energikus, vad, mély átéléssel előadott éneklését, mely a kompozíciók mondanivalójának függvényében néha hisztérikus, néha letargikus, néha dühös színeket kapott, de sosem maradt közömbös, ezért a közönséget sem hagyta passzivitásban. Ez a formáció már csak energiájában, erőteljes mondanivalójában, közlési szándékában, függetlenségre törekvésében, csináld magad elven való működésében kötődött a punkhoz. Zeneileg már kiléptek a punk keretei közül, egy stílusokon átívelő, kísérletező zenei utazásba kezdtek, évről évre egyre progresszívabb irányokat véve.

#### Utóélet – Trottel: Archív 1986-'87-'88 1994
1988-ban Rupaszov váratlan visszakapta útlevelét, így lehetőség nyílt egy francia turnéra, melyre meghívás alapján kerülhetett sor. Auswitz azonban nem akarta elhinni, hogy a létező szocializmus Magyarországán ilyesmi lehetséges egy kis és független punk zenekarnak, így az utazás előtt elhagyta a Trottel kötelékét. Így nélküle robogott a zenekar szekere tovább.
1994-ben, az akkor már nemzetközileg is elismert, de már más stílusban és felállásban játszó Trottel egy archív válogatást jelentetett meg a korszak dalaiból (Scarborough Fair, Ünnep, Még egyszer utoljára, Szanatórium, Emigránsok, Golden Gate, Hősi halott, Éljen a nyugodtság). Ezáltal előléptetve, albumosítva az eredetileg demóként megjelent felvételeket, illetve e módon kielégítve az egyre szélesebb külföldi rajongótábor korai korszak iránti érdeklődését. Az Archív 1986-'87-'88 című kazettaalbumon a Die Trottel korszak összes tagja szerepel.

## Tagjai

### Zenekarvezető
- Rupaszov Tamás (Rupasoff) – basszusgitár, elektronika, fuvola, percussion, ének, szöveg (Der Trottel, Die Trottel, Trottel, Troxx, Trottel Monodream, Trottel Stereodream Experience, Trottel Stereodream Workshop, Rupasoff)

### Szólisták
- Kántor Gábor – ének (Der Trottel)
- Petrovics Zoltán – ének (Der Trottel)
- Marián István (Bambi) – gitár (Der Trottel)
- Lőrincz Sándor (Lörke) – gitár (Der Trottel)
- Mátéffy Szabolcs (Szabi) – gitár (Die Trottel)
- Sidoó Béla (Fidó) – gitár (Trottel)
- Kakuszi György (Kaktusz) – gitár, billentyűs hangszerek, tangóharmonika, percussion, ének (Trottel, Troxx, Trottel Monodream, Trottel Stereodream Experience)
- Horváth Endre (Endriske) – gitár, ének (Trottel, Troxx)
- Broder Ferenc (Broci) – basszusgitár (Troxx)
- Puskás István (Pusi) – gitár, billentyűs hangszerek (Trottel Stereodream Experience)
- Kántor Gábor – ének (Der Trottel)
- Petrovics Zoltán – ének (Der Trottel)
- Asztalos Ildi (Trottelina) – ének (Die Trottel, Trottel, Trottel Stereodream Experience)
- Dobó Edit – trombita, ének (Troxx, Trottel)
- Baki László – furulya (Trottel)
- Szabados Györgyi – hegedű, ének (Trottel Monodream)
- Todd G. Williams – ének, hegedű (Trottel Stereodream Experience)
- Kardos Rita – szaxofon, billentyűs hangszerek (Trottel Stereodream Experience, Trottel Stereodream Workshop)
- Neukum Nóra – hegedű (Trottel Monodream, Trottel Stereodream Experience)
- Fekete Irén (Inci) – hegedű (Trottel Stereodream Experience)

### Ütősök
- Bodnár Zoltán (Bogyó) – dob (Der Trottel)
- Szűcs László – dob (Die Trottel)
- Vastag László (Auswitz) – dob (Die Trottel, Trottel)
- Nagy Péter (Garfield) – dob (Trottel)
- Orosz Sándor – dob (Trottel)
- Csaba Ákos – dob (Trottel, Trottel Stereodream Experience)
- Zsidel Miklós (Miki) – dob, percussion (Trottel)
- Madár András – dob, percussion (Trottel – Troxx album)
- Orosz Csaba – dob, percussion (Trottel, Trottel Monodream)
- Csík István (Pisti) – dob, percussion (Trottel Stereodream Experience)
- Galántai Zsolt – dob (Trottel Stereodream Experience)
- Mihalics Gábor (G) – dob (Trottel Stereodream Workshop, Trottel Stereodream Experience)
- Papp Dani – dob (Trottel Stereodream Experience)
- Varga Zsolt (Zsorgavalti) – dob (Rupasoff)
- Almási Krisztián – dob (Trottel Stereodream Experience)

### Vendégművészek
- Lucile Chaffour – szaxofon, ének, szöveg (Trottel)
- Imre Júlia (Juli) – ének, szöveg (Trottel)
- Kolozsvári Attila – fuvola (Trottel)
- Schrämpf József – trombita (Trottel)
- Ferenczy Tibor (Sotár) – szöveg (Trottel)
- Borsay Levente – szöveg (Trottel)
- Juhász Mihály – szöveg (Trottel)
- Szedő Szilvi – cselló (Trottel Monodream)

## A Trottel Records
A Trottel Records egy független lemez- és könyvkiadó, amely azért jött létre mert a hazai viszonyok között csak így – saját céggel – volt megoldható a Trottel zenekar hangfelvételeinek kiadása és terjesztése.
A Trottel Records ezen túl számos további underground együttes kiadója. 1993 óta többek között kiadtak Leukémia, Slogan, Korai Öröm, Anima Sound System, C.A.F.B., Vágtázó Halottkémek, CPg, Hisztéria, Persona Non Grata, Carwashtagnacht, Club Era, Dawncore, Honeyball, Navrang, Don't Say A Word, Sandwich, Bujdosó János, Odradek, Unfit Ass., Marina Revue, Liquid Limbs, Hideg Roncs, Red Marinetti, Másfél, ColorStar, Kampec Dolores, Kiss Erzsi Zene, Lava, Úzgin Űver, MagUra Napotvet, Világfa, Narco Polo, Yava, Lithium, Kárpát Möbius és Szűkített Kvartett hanganyagot, valamint számos filmzenét (például Egyetleneim, Az ifjúság megnyugtat, Arccal a földnek, stb.). Továbbá egy ideig a Trottel Records volt a skót Archbishop Kebab és a Dawson magyarországi kiadója, de az orosz Ethnica Music Project albumát is ők terjesztették.
Rupaszov Tamás több népzenei/világzenei kiadvány megjelentetésében és hazai terjesztésében is jeleskedett. Kiadott például eredeti kirgiz és burját népzenét a Szibériai népek zenéje kazetta-sorozatban, de nevéhez fűződik a lajosmizsei Zenélő Tanya népzenei fesztivál-sorozat, vagy az "anti-Megasztár"-ként aposztrofált Folk Beats tehetségkutató fesztivál- és albumsorozat (A Köztársaság Bandája, Apnoe, Drum and Folk, Édes Málé Trió, Guessous Majda Mária, Hypernomad, Illangó, Őskestar, Tarsoly, Ba-Ra-Ka, PaprikaPaprika, stb.) is.
A Trottel Rds gondozza a Szimpla Garden (Szimpla Garden Hits CD-sorozat) és a Mű-Hely (A Pillanat műhelye DVD) válogatásait is.
A Trottel Records adta ki az amerikai Todd G. Williams világutazó, rapper, hegedűs, polihisztor Ti! Magyarok feketeszemmel... ("Százegynéhány okosság és bolondság a magyarokról és furcsa szokásaikról")
című könyvét is. 
Jozé szerint "ezért az évtizednyi kultúramentő munkáért Rupaszovék minimum Kossuth-díjat érdemelnének".
A Trottel Records és a Trottel zenekar között nincs éles átmenet, ugyanis Tamásék abból a punk alapvetésből indultak ki, hogy "csináld magad", ezért a zene megírásától az előadásáig, a kiadástól a promócióig mindent maguk csinálnak – jellemzően megkerülve a mainstream utakat.

## Nemzetközi kiadások
Német, francia, szlovák és lengyel kiadók is adtak ki Trottel albumot.
Első, Borderline Syndroma című nagylemezüket Franciaországban, második és harmadik korongjukat pedig Németországban adták ki.
A Trottel Records beindulása után (The Same Story Goes On), minden itthon megjelent Trottel album nemzetközi terjesztésre került, nemritkán külföldi underground kiadók licenc-kiadványaként.
Az 1995-ös It's Up To You című EP kizárólag csak szlovák kiadónál jelent meg.
Mindezeken túl a Trottel zenekar 1984 óta több, mint száz nemzetközi válogatás-albumon is helyet kapott.

## Önálló kiadványok

### Punk korszak I. – Der Trottel éra 1982-1983
- Csak gyenge minőségű bootleg koncertfelvételek léteznek, hivatalos kiadvány ezidáig nem került forgalomba.

### Punk korszak II. – Die Trottel / Trottel éra 1985-1991

#### Demófelvételek
- Die Trottel – I. demo (1986) MC – H (Az első adag gyenge minőségű demófelvétel.)
- Trottel – Christmas demo (1986) MC – H (A második adag gyenge minőségű demófelvétel.)
- Trottel '85-'87 demo (1987) MC – H (A demó-korszak összes dala, az újrarögzített régebbiek és az újak egységes, jó minőségű friss felvételeken.)
- Trottel – Archiv 1986-'87-'88 (1994) MC – H (Utólag kiadott archív demóválogatás.)

#### Hivatalos stúdiólemezek
- Trottel – Borderline Syndrome – Borderline Syndroma (1989) LP / MC / CD – F (A romantikus hangulatú agyas punk kompozíciókat tartalmazó debütalbum)
- Trottel – Your Sincere Innocence (1990) (12" / 45 RPM) EP / MC / CD – D (Két hosszú kompozíciót tartalmazó minialbum, mely áttetsző kék vinyl maxi lemezen került kiadásra)
- Trottel – The Final Salute In The Name Of Human Misery (1991) 2LP / MC / CD – D (A korszak összes dalát, az újrarögzített régebbieket és az újakat tartalmazó dupla album, mely fekete-, illetve fehér színű vinyl nagylemezeken került kiadásra)

### Poszt punk korszak I. – Psychedelic Prog Experimental / Troxx éra 1992-1999

#### Hivatalos stúdiólemezek
- Trottel – The Same Story Goes On (1992) LP / MC / CD – D (A kísérletező jellegű határtalan zenei utazást elindító első album, formabontó hangszereléssel, két hosszú szvittel és rengeteg vendégművésszel.)
- második Trottel – The Stolen Garden – Az ellopott kert (1995) CD / MC – D (A progresszív metalba és techno thrashbe is hajló második experimentális alkotás, mely egyben egy koncept-album.)
- Trottel – It's Up To You (1995) (7" / 33 RPM) EP – SK (A Stolen Garden néhány átkevert remix felvételét tartalmazó minialbum, mely kislemezméretű, de 33-as fordulatszámú hibrid vinyl EP-n került forgalomba.)
- Troxx / Trottel – Troxx Tracks (1997) CD / MC – F (A két gitár és két basszusgitár együttes ritmizálására épülő, a dob nélküli Troxx projekt és formáció kísérleti albuma, mely formabontó módon egy dalban mégiscsak tartalmaz dobot. A CD-változat rendhagyó módon 53 trackből áll, mely furcsa módon tördeli a hat szerzeményből plusz egy intróból álló album anyagát.)

### Poszt punk korszak II. – Psychedelic Folk Electronic Prog Experimental / Monodream / Stereodream éra 2000-2015

#### Hivatalos stúdiólemezek
- Trottel – Interference (1999) CD / MC – PL (A negyedik kísérleti album egy minialbum, mely első alkalommal tartalmaz hangsúlyosan népzenei elemeket.)
- Trottel Monodream – Fluid (2000) CD / digipak CD / MC – H (A Monodream formáció albuma sok folk elemmel, rengeteg analóg szintetizátorhangzással, minden korábbinál pszichedelikusabb zenei szövettel, lebegősebb összhatással.)
- Trottel Stereodream Experience – A Trottel Stereodream Experience (2002) CD / digipak CD – H (Az első Stereodream formáció albuma, modernebb szintetizátorhangzásokkal, rappel, indián- és szibériai sámán-kántálást és dobolást idéző hangulatokkal.)
- Trottel Stereodream Experience – One Step Ahead (2008) CD – H (A második Stereodream album egy minialbum, mely az erőteljes elektronika és a népzenei ihletettségű szaxofonjáték kettősére építkezik.)
- Trottel Stereodream Experience – Embryo (2010) special digipak CD – H (A harmadik Stereodream album a progresszív rock fénykorát idéző, komótosan kibontakozó hosszú kompozíciókból áll, melynek fő elemei az elektronikus kütyükből származó digitális zaj, a egyedi "trotteles" ritmusszekció, az analóg szintetizátorhangzások és a korai Pink Floydot idéző steel-gitár játék. A kiadvány speciális, lyukas digipak csomagolása és a picture CD együttesen a születést szimbolizálja.)

#### Koncertfelvételek
- Trottel Stereodream Experience – Invasion Of The Huns – A hangyák inváziója (Official Bootleg) (2003) CD – B (Az felvétel az első Stereodream turnén készült, mely a Trottel tudtával került terjesztésre.)
- Trottel Stereodream Experience – Psychedelic Sound Exploration – Embryo Live At A38 (2012) DVD (A legendás A38-as Embryo koncert szerkesztetlen, teljes műsorát tartalmazó változata, mely eredetileg Rockinform mellékletként látott napvilágot. 2013-ban önálló kiadványként is megjelent.)

## Érdekesebb bootlegek
- Der Trottel – Koncert (1983) MC – H (Amatőr koncertfelvétel az ideiglenes feloszlás előtti korai punk korszakból.)
- Die Trottel – Koncert (1985, más források szerint 1986) MC – H (Amatőr koncertfelvétel az ideiglenes feloszlás utáni korai punk korszakból.)
- Trottel – Próba (198x) – VHS – H (Amatőr próbatermi videófelvétel a korai punk korszakból.)
- Trottel – In Concerto A Torino (1989) MC – F (A Borderline turnén készült olaszországi amatőr koncertfelvétel.)
- Trottel – Live At S.O.S. Warsaw (1990) – VHS – PL (A Your Sincere Innocence turnén készült lengyelországi amatőr koncertfelvétel.)
- Trottel – U Freda – Live Stalowa Wola '91 (1991) MC – PL (A Final Salute turnén készült lengyelországi amatőr koncertfelvétel.)
- Troxx – Live in Dabrowa Gornicza (1997) CD – PL (A dob nélküli Troxx formáció műsorának élő változata, mely a Troxx turné egyik lengyel állomásán került rögzítésre, amatőr koncertfelvétel.)
- Trottel Stereodream Experience – Invasion Of The Huns – A hangyák inváziója (Official Bootleg) (2003) CD – B (Az Lv97 kiadó félhivatalos kiadványa, az első Stereodream turnén készült belga koncertfelvétel, mely a Trottel tudtával került terjesztésre.)
- Rupasoff – The First Sound (2009) CD – H (A dob+basszus felállású Rupasoff turné beharangozó demója, mely eredetileg a produkció myspace oldalán volt rövid ideig elérhető.)
- Trottel Stereodream Experience – Zygote – Pusi's Embryo (2009) CD – H (Az Embryo album dalainak belső használatú demója, mely Pusi korai vázlatait tartalmazza.)
- Trottel Stereodream Experience – Embryo Live In Orosháza (2009) DVD+CD – H (Az Embryo anyagának korai koncertváltozata, amatőr felvétel.)
- Trottel Stereodream Experience – Psychedelic Sound Exploration (2010) CD – H (Belső használatra készült demófelvétel.)
- Trottel Stereodream Experience – Embryo Live At A38 (2010) DVD – H (A legendás A38-as Embryo koncert TV-re szerkesztett változata.)
- Trottel Stereodream Experience – New Times Live At A38 (2013) DVD+CD – H (A DVD az A38-as koncert TV-re szerkesztett változata, a CD a helyszínen készült bootleg hangagyaga.)

## Előkészületben
- Trottel – Archiv 1986-'87-'88 CD (Az archív demóválogatás CD- vagy csak online digitális formában történő újrakiadása.)
- Rupasoff CD (A dob+basszus felállású Rupasoff formáció tervezett albuma.)
- Trottel Stereodream Experience – Embryo LP (Az Embryo vinyl változata.)
- Trottel Stereodream Experience – Psychedelic Sound Exploration – Embryo Live At A38 CD (A legendás A38-as Embryo koncert szerkesztetlen, teljes műsorát tartalmazó CD.)
- Trottel Hypernomad CD (Tervben van-volt egy a Rupaszov Tamás és Hypernomad közös zenéjét tartalmazó album is.)
- Trottel Stereodream Experience – Smooth Beginning – New Times Live At A38 DVD (Az A38-as koncert szerkesztetlen, teljes változata.)
- Trottel Stereodream Experience – New Times CD (A tervezett negyedik Stereodream stúdióalbum az elektromos hegedű, dob, basszusgitár+elektronika felállású trió formációval.)

## Fontosabb válogatások
- The Third (1984) 2LP (válogatás – 1 dal) – F
- We Are The Flowers In The Red Zone Vol. 1. (1987) MC (válogatás – 2 dal) – PL
- Tour de Farce (1987) MC (válogatás – 1 dal) – D
- Wild and Crazy Noise Merchants (1989) 2LP (válogatás – 1 dal) – UK
- Garázs III. (1992) 2CD (válogatás – 1 dal) – HU
- The Trottel Saga (1997) MC (válogatás) – HU
- The Wire Magazin (1999) (decemberi CD-melléklet – 1 dal) – UK
- Érdekes zene kíváncsi embereknek (1999) CD/MC (válogatás – 2 dal) – HU
- Floralia vol 4. (2002) CD (válogatás – 1 dal) – I
- Emberek Emberekért No 2. (2007) mp3 / flac (a Leukémia Fesztivál jótékonysági válogatása – 1 dal) – HU
- Emberek Emberekért No 3. (2007) mp3 / flac (a Leukémia Fesztivál jótékonysági válogatása – 1 dal) – HU
- Emberek Emberekért No 6. (2008) mp3 / flac (a Leukémia Fesztivál jótékonysági válogatása – 1 dal) – HU
- Biturbo II. (2009) CD (válogatás – 1 dal) – HU
- Emberek Emberekért No 7. (2010) mp3 / flac (a Leukémia Fesztivál jótékonysági válogatása – 1 dal) – HU

## Külső hivatkozások
- hivatalos Trottel honlap
- hivatalos Trottel Stereodream Experience MySpace oldal
- hivatalos Rupasoff MySpace oldal
- Die Trottel rajongói MySpace oldal
- legális Trottel letöltés a Dalok.hu-ról Archiválva 2016. március 4-i dátummal a Wayback Machine-ben
- Emberek Emberekért válogatás
- Rupaszov Tamás-életútinterjú (Dragojlovics Péter, 2019)